# Vendée
Vendée är ett franskt departement i regionen Pays-de-la-Loire, vid atlantkusten. Huvudort är La Roche-sur-Yon. Departementet har fått sitt namn från floden Vendée. År 2007 uppgick departementets folkmängd till 607 430.